# 智利中央銀行

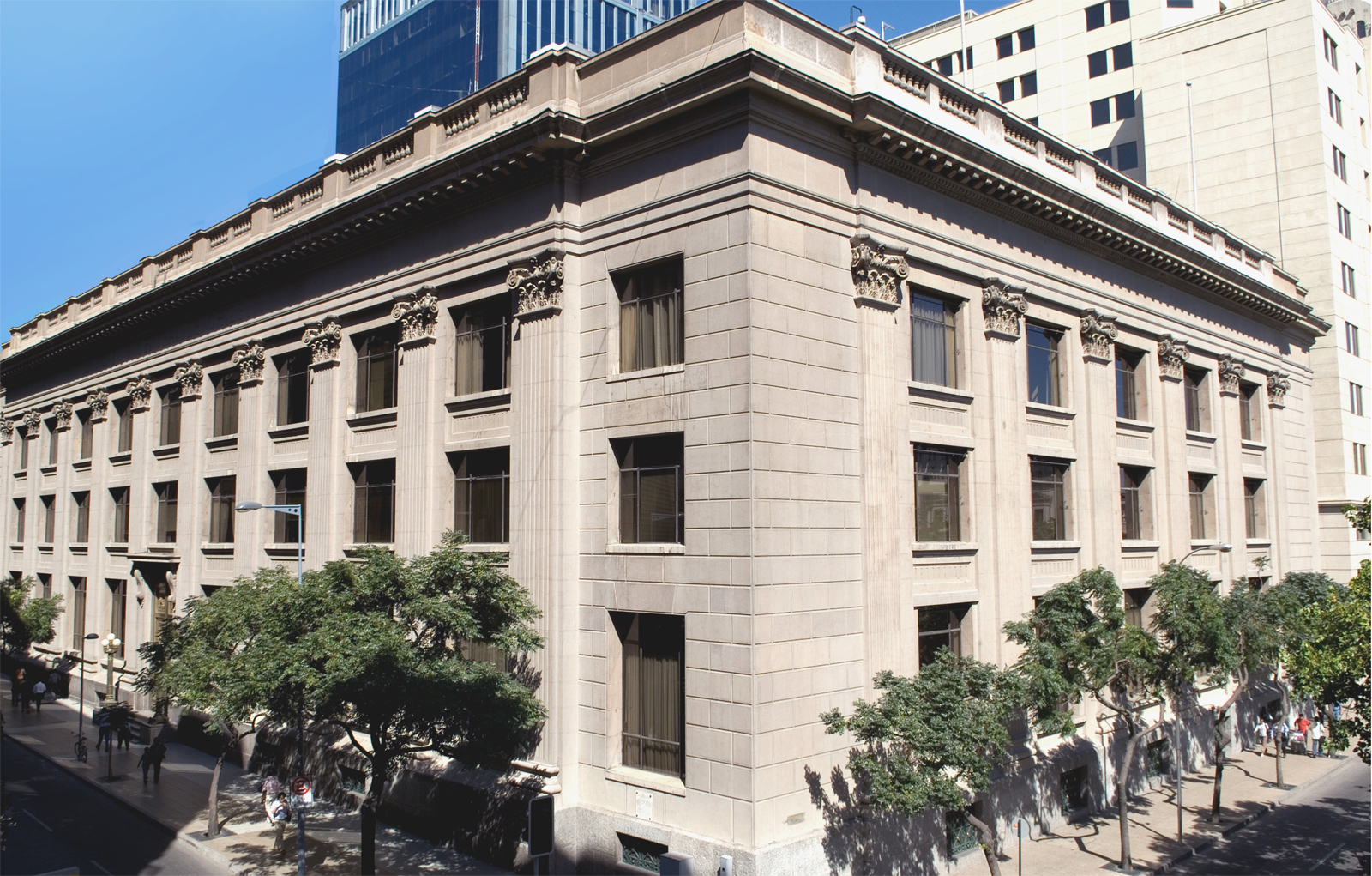
智利中央銀行總部

智利中央銀行（西班牙語：Banco Central de Chile）是智利的中央銀行，總部位於智利首都聖地亞哥，成立於1925年。現任總裁為羅莎娜·哥斯達。

## 外部連結
- 官方网站 （英語和西班牙語）